# Чорноморець Володимир Данилович
Володи́мир Дани́лович Чорномо́рець (нар. 1924 — пом. 30 листопада 1943) — радянський військовик часів Другої світової війни, розвідник 7-ї стрілецької роти 32-го гвардійського стрілецького полку 12-ї гвардійської стрілецької дивізії (61-а армія), гвардії рядовий. Герой Радянського Союзу (1944).

## Життєпис
Народився у 1924 році в селі Караказелівці, нині Новоукраїнського району Кіровоградської області, в селянській родині. Українець. Здобув початкову освіту, працював у рідному колгоспі. Член ВЛКСМ з 1938 року. У 1940 році вступив до школи ФЗН у Харкові. З початком німецько-радянської війни евакуйований до міста Куйбишева (Росія).
У 1942 році добровольцем вступив до лав РСЧА, призваний Кіровським РВК Куйбишевської області. В діючій армії — з червня 1943 року. Воював на Брянському і Центральному фронтах.
Особливо гвардії рядовий В. Д. Чорноморець відзначився під час форсування Дніпра. В ніч з 28 на 29 вересня 1943 року під безперервним вогнем супротивника на підручних засобах одним з перших форсував річку Дніпро в районі селища Любеч Чернігівської області. В рукопашній сутичці, вміло працюючи прикладом і гранатами особисто знищив понад 35 солдатів ворога. Разом з бійцями свого підрозділу відбив кілька контратак ворога, стійко утримуючи захоплений рубіж.
30 листопада 1943 року загинув у бою на околиці селища Лоєва Гомельської області (Білорусь). Похований у братській могилі в селі Малі Автюцевичі Калинковицького району Гомельської області.

## Нагороди
Указом Президії Верховної Ради СРСР від 15 січня 1944 року за зразкове виконання бойових завдань командування на фронті боротьби з німецькими загарбниками та виявлені при цьому відвагу і героїзм, гвардії рядовому Чорноморцю Володимиру Даниловичу присвоєне звання Героя Радянського Союзу (посмертно).
Був нагороджений орденом Леніна (15.01.1944) і медаллю «За відвагу» (01.08.1943).